# デュアン・シモンズ

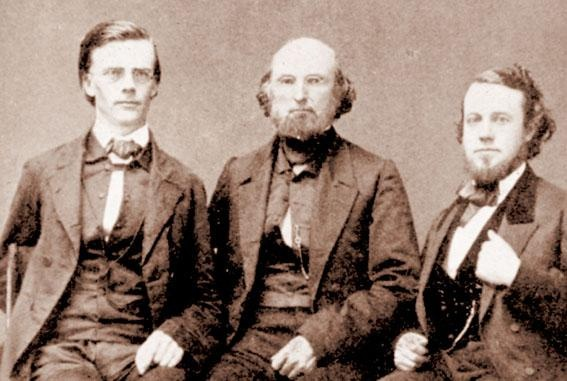
左からグイド・フルベッキ、S・R・ブラウン、デュアン・シモンズ

デュアン・B・シモンズ（Duane B. Simmons [ˈdweɪn], 1834年（天保5年）-1889年（明治22年））は医師でアメリカ・オランダ改革派教会が日本に初めて派遣した宣教師の一人である。
横浜で医療活動を展開し、宣教師ジェームス・カーティス・ヘボンと共に、横浜の近代医学の基礎を築いたといわれる。横浜市立大学附属市民総合医療センター内にはシモンズ博士記念碑がある。

## 生涯
1834年（天保5年）シモンズはニューヨーク州に生まれた。1858年（安政5年）にアメリカ・オランダ改革派教会の日本派遣宣教師として選ばれて、1859年（安政6年）5月にS・R・ブラウンとグイド・フルベッキとともに、ニューヨークを出帆して、上海に寄港した後、1859年（安政6年）11月にブラウンと一緒に横浜に上陸した。
シモンズ夫妻はヘボンが住んだ成仏寺の近くの宗興寺に居住した。しかし、翌1860年（万延元年）にミッションを辞任して、宣教師の活動を停止し、ミッションより預かった伝道費用を全額返還した。シモンズ夫人のことが原因とも言われるが、宣教師辞任の理由の詳細は不明である。そして、辞任後も医師として日本に留まり、医療と医学教育に力を注いだ。宣教師を辞めた後もブラウンとは交流があり、ブラウンが日本を去る際はシモンズが診察している。
1870年（明治3年）に発疹チフスで苦しんでいた福澤諭吉を治療したことがきっかけで、シモンズと福澤は生涯親交を厚くした。
1871年（明治4年）に横浜元弁天（中区北仲通り）に早矢仕有的らが建設した十全醫院（現：横浜市立大学附属市民総合医療センター）に勤務し、後進の指導にもあたった。1880年（明治13年）に退職した際、その功績により、勲五等双光旭日章が贈られている。
1882年（明治15年）に一度帰国して、ニューヨーク州モントゴメリー郡フォンダで休養を取り、1886年（明治19年）2月21日に再来日している。
1888年（明治21年）の夏頃から病気がちになり、福澤に慶應義塾内の住居を与えられて静養するが、1889年（明治22年）2月19日に三田の慶應義塾内にあった自宅で母親に看取られて死去した。墓碑銘は福澤が執筆し、青山に葬られた。

## 伝記
- 荒井保男『ドクトル・シモンズ　横浜医学の源流を求めて』有隣堂、2004年